# Tatjana Pavlovna Ehrenfest
Tatjana Pavlovna Ehrenfest, posteriorment van Aardenne-Ehrenfest, (Viena, 28 d'octubre de 1905 – Dordrecht, 29 de novembre de 1984) fou una matemàtica neerlandesa. Era filla de Paul Ehrenfest (1880-1933) i Tatiana Afanàssieva (1876-1964).
Tatjana Ehrenfest va néixer a Viena i va passar la seva infància a Sant Petersburg. El 1912 els Ehrenfests es van traslladar a Leiden, on el seu pare va succeir Hendrik Lorentz com a professor a la Universitat de Leiden. Fins a 1917 va ser escolaritzada a casa, després va assistir al Gimnàs de Leiden i va passar els exàmens finals el 1922. Va estudiar matemàtiques i física a la Universitat de Leiden. El 1928 va anar a Göttingen, on va estudiar amb Harald Bohr i Max Born. El 8 de desembre de 1931 va obtenir el seu doctorat. a Leiden.Després d'això, mai no va treballar i, en particular, mai no va ocupar cap càrrec acadèmic.
Sota el seu nom de casada, Tanja van Aardenne-Ehrenfest, és coneguda per les seves contribucions a les seqüències de De Bruijn, el teorema de la discrepància  i el teorema de BEST.